# Grand Prix WMRA 1999
Navigation
1998 2000
Le Grand Prix WMRA 1999 est la première édition du Grand Prix WMRA, compétition internationale de courses en montagne organisée par l'association mondiale de course en montagne qui succède au Grand Prix alpin.

## Règlement
Le barème de points est identique par rapport à l'année précédente. Le calcul est identique dans les catégories féminines et masculines. Le score final cumule les points de toutes les épreuves.
| Classement | 1er | 2e | 3e | 4e | 5e | 6e | 7e | 8e | 9e | 10e | 11e | 12e | 13e | 14e | 15e | 16e | 17e | 18e | 19e | 20e | 21e | 22e | 33e | 24e | 25e | 26e | 27e | 28e | 29e | 30e |
| ---------- | --- | -- | -- | -- | -- | -- | -- | -- | -- | --- | --- | --- | --- | --- | --- | --- | --- | --- | --- | --- | --- | --- | --- | --- | --- | --- | --- | --- | --- | --- |
| Points     | 100 | 80 | 60 | 50 | 45 | 40 | 36 | 32 | 29 | 26  | 24  | 22  | 20  | 18  | 16  | 15  | 14  | 13  | 12  | 11  | 10  | 9   | 8   | 7   | 6   | 5   | 4   | 3   | 2   | 1   |

## Programme
Le calendrier se compose de quatre courses. Il s'agit des mêmes épreuves que celles du Grand Prix alpin 1998.
| Nom de la course                | Distance               | Dénivelé                | Pays      | Date            |
| ------------------------------- | ---------------------- | ----------------------- | --------- | --------------- |
| Course de montagne du Danis     | 10,4 km                | +536 m                  | Suisse    | 11 juillet 1999 |
| Course de Schlickeralm          | 11,2 km                | +1 270 m                | Autriche  | 8 août 1999     |
| Challenge Stellina              | 14,4 km () / 8,1 km () | +1 630 m () / +820 m () | Italie    | 22 août 1999    |
| Course de montagne du Hochfelln | 8,9 km                 | +1 074 m                | Allemagne | 3 octobre 1999  |

## Résultats

### Hommes
La course de montagne du Danis est dominée par les coureurs britanniques. Robert Quinn s'impose devant Richard Findlow et Chris Robinson. L'Italien Antonio Molinari fait parler son expérience et remporte sa troisième victoire à la course de Schlickeralm en moins d'une heure. Jonathan Wyatt et Helmut Schmuck complètent le podium. Wyatt parvient à battre Molinari au Challenge Stellina de plus d'une minute. Le Mexicain Ricardo Mejía complète le podium. Le Néo-Zélandais termine la saison en beauté en établissant un nouveau record du parcours sur la course de montagne du Hochfelln en 41 min 13 s. Grâce à ses deux victoires, il remporte son premier Grand Prix. Antonio Molinari, termine deuxième de la course et du Grand Prix. Le podium est complété par Marco De Gasperi.
| Course                          | Vainqueur        | Deuxième         | Troisième        |
| ------------------------------- | ---------------- | ---------------- | ---------------- |
| Course de montagne du Danis     | Robert Quinn     | Richard Findlow  | Chris Robinson   |
| Course de Schlickeralm          | Antonio Molinari | Jonathan Wyatt   | Helmut Schmuck   |
| Challenge Stellina              | Jonathan Wyatt   | Antonio Molinari | Ricardo Mejía    |
| Course de montagne du Hochfelln | Jonathan Wyatt   | Antonio Molinari | Marco De Gasperi |

### Femmes
L'Allemande Petra Wassiluk s'impose à Lenzerheide à la course de montagne du Danis en 46 min 28 s. Elle devance les Britanniques Angela Mudge et Heather Heasman. La Polonaise Izabela Zatorska prend un départ canon à Schlickeralm. Elle mène toute la course en tête sur un rythme soutenu et remporte la victoire avec plus d'une minute trente d'avance sur Angela Mudge. La Colombienne Alexandra Olarte complète le podium. Izabela remporte ensuite le Challenge Stellina en devançant l'Écossaise Mudge. Izabela Zatorska poursuit sa domination en s'imposant au Hochfelln à nouveau devant Angela Mudge. La Slovaque Ľudmila Melicherová complète le podium. Malgré ses trois victoires, la Polonaise se classe deuxième du Grand Prix, derrière Angela Mudge qui s'est montrée plus consistante avec ses quatre deuxièmes places.
| Course                          | Vainqueur        | Deuxième     | Troisième           |
| ------------------------------- | ---------------- | ------------ | ------------------- |
| Course de montagne du Danis     | Petra Wassiluk   | Angela Mudge | Heather Heasman     |
| Course de Schlickeralm          | Izabela Zatorska | Angela Mudge | Alexandra Olarte    |
| Challenge Stellina              | Izabela Zatorska | Angela Mudge | Flavia Gaviglio     |
| Course de montagne du Hochfelln | Izabela Zatorska | Angela Mudge | Ľudmila Melicherová |

## Classements
| Rang          | Nom              | Course 1 | Course 2 | Course 3 | Course 4 | Points |
| ------------- | ---------------- | -------- | -------- | -------- | -------- | ------ |
| Médaille d'or | Jonathan Wyatt   |          | 80       | 100      | 100      | 280    |
| 2             | Antonio Molinari |          | 100      | 80       | 80       | 260    |
| 3             | Robert Quinn     | 100      | 45       | 29       | 45       | 219    |
| 4             | Richard Findlow  | 80       | 24       | 32       | 36       | 172    |
| 5             | Helmut Schmuck   | 15       | 60       | 24       | 50       | 149    |
| 6             | Marco De Gasperi |          |          | 50       | 60       | 110    |

| Rang          | Nom                 | Course 1 | Course 2 | Course 3 | Course 4 | Points |
| ------------- | ------------------- | -------- | -------- | -------- | -------- | ------ |
| Médaille d'or | Angela Mudge        | 80       | 80       | 80       | 80       | 320    |
| 2             | Izabela Zatorska    |          | 100      | 100      | 100      | 300    |
| 3             | Alexandra Olarte    | 40       | 60       | 45       | 50       | 195    |
| 4             | Johanna Baumgartner | 50       | 50       |          | 36       | 136    |
| 5             | Ľudmila Melicherová |          | 40       | 26       | 60       | 126    |
| 6             | Heather Heasman     | 60       | 45       |          |          | 105    |